# Flirtea longifemoris
Flirtea longifemoris is een hooiwagen uit de familie Cosmetidae.